# Giro delle Fiandre 1985
Il Giro delle Fiandre 1985, sessantanovesima edizione della corsa, fu disputato il 7 aprile 1985, per un percorso totale di 271 km. Fu vinto dal belga Eric Vanderaerden, al traguardo con il tempo di 6h49'50" alla media di 39,675 km/h.
Partenza a Sint-Niklaas con 173 ciclisti di cui 24 portarono a termine il percorso.

## Ordine d'arrivo (Top 10)
| Pos. | Corridore          | Squadra       | Tempo    |
| ---- | ------------------ | ------------- | -------- |
| 1    | Eric Vanderaerden  | Panasonic     | 6h49'50" |
| 2    | Phil Anderson      | Panasonic     | a 41"    |
| 3    | Hennie Kuiper      | Verandalux    | a 1'01"  |
| 4    | Noël Segers        | Tönissteiner  | a 2'03"  |
| 5    | Jozef Lieckens     | Lotto         | s.t.     |
| 6    | Claude Criquielion | Hitachi       | s.t.     |
| 7    | Greg LeMond        | La Vie Claire | s.t.     |
| 8    | Walter Planckaert  | Panasonic     | a 3'46"  |
| 9    | Jean-Marie Wampers | Hitachi       | a 3'48"  |
| 10   | Stefan Mutter      | Carrera       | s.t.     |